# Antje Tumat
Antje Tumat (* 1971 in Oldenburg) ist eine deutsche Musikwissenschaftlerin, Professorin und Institutsleiterin an der Universität Paderborn.

## Leben
Antje Tumat studierte ab 1991 Musikwissenschaft, Germanistik, Anglistik und Pädagogik in Heidelberg. Von 1992 bis 1993 war die Deutschlehrerin in Cheshire und studierte am College Stoke-on-Trent. Sie promovierte mit einer interdisziplinären Arbeit über Hans Werner Henzes und Ingeborg Bachmanns Oper Der Prinz von Homburg bei Silke Leopold und Dieter Borchmeyer in Heidelberg. Für diese Arbeit wurde sie 2005 mit dem Ruprecht-Karls-Preis der Universität Heidelberg und dem Walter-Witzenmann-Preis der Heidelberger Akademie der Wissenschaften ausgezeichnet. Als Assistentin des Musikwissenschaftlichen Seminars der Universität Heidelberg, Margarete-von-Wrangell-Stipendiatin und Leiterin der Nachwuchsgruppe „Die Libretti am Stuttgarter Hoftheater“ lehrte sie zudem an den Musikhochschulen Stuttgart und Karlsruhe, bevor sie sich an der Hochschule für Musik, Theater und Medien Hannover zu „Musik und Sprache in Schauspielmusiken des 19. Jahrhunderts“ habilitierte und die Venia legendi für Musikwissenschaft erhielt. Nach Vertretungsprofessuren in Hannover und an der Ernst-Moritz-Arndt-Universität Greifswald lehnte sie einen Ruf nach Greifswald ab und lehrt seit 2018 als ordentliche Professorin am Musikwissenschaftlichen Seminar der Universität Paderborn und der Hochschule für Musik Detmold Musikwissenschaft.
Neben Veröffentlichungen zur Frühen Neuzeit und zur Musik des 18. bis 20. Jahrhunderts sind ihre Forschungsschwerpunkte Musik und Theater, Heidelberger Romantik, Genderforschung sowie Musik für Radio und Film.
Seit 2015 fungiert Antje Tumat als Erste Vorsitzende der Deutsche Sullivan-Gesellschaft e. V., einem Verein zur Verbreitung des musikalischen Werks des britischen Komponisten Arthur Sullivan im deutschsprachigen Raum.
Sie ist Mutter eines Sohnes (* 2008) und besitzt vielfältige Chor-, Orchester- und Kammermusikerfahrungen.

## Ehrungen und Auszeichnungen
- Ruprecht-Karls-Preis der Universität Heidelberg (2005)
- Walter-Witzenmann-Preis der Heidelberger Akademie der Wissenschaften (2005)

## Schriften
Monographien
- Dichterin und Komponist: Ästhetik und Dramaturgie in Ingeborg Bachmanns und Hans Werner Henzes „Prinz von Homburg“. Kassel 2004.

Herausgeberschaften (Auswahl)
- Komponieren für das Radio (= Musiktheorie. Zeitschrift für Musikwissenschaft, Heft 2/2020, 35. Jahrgang), Laaber 2020 (gemeinsam mit Camilla Bork).
- Gattung, Gender, Gesang. Neue Forschungsperspektiven auf Hans Werner Henzes Werk. Hannover 2019 (gemeinsam mit Michael Zywietz).
- Bühnenrollen und Identitätskonzepte: Karrierestrategien von Künstlerinnen im Theater des 19. Jahrhunderts. Hannover 2016 (gemeinsam mit Nicole Strohmann).
- Der Hof. Ort kulturellen Handelns von Frauen in der Frühen Neuzeit (= Musik – Kultur – Gender; 12). Köln et al. 2013 (gemeinsam mit Susanne Rode-Breymann).
- Von Volkston und Romantik: „Des Knaben Wunderhorn“ in der Musik. Heidelberg 2008.

Aufsätze (Auswahl)
- Kulturtransfer und kulturelles Gedächtnis: Musik am Rigaer Stadttheater im 19. Jahrhundert. In: Baltisch-deutsche Kulturbeziehungen vom 16. bis 19. Jahrhundert, Medien – Institutionen – Akteure, Bd. 2: Zwischen Aufklärung und nationalem Erwachen. Herausgegeben von Raivis Bičevskis, Jost Eickmeyer, Andris Levans, Anu Schaper, Björn Spiekermann und Inga Walter im Auftrag der Heidelberger Akademie der Wissenschaften, Heidelberg 2019, S. 457–492.
- „Oper auf der Couch“: Die Funkoper der Nachkriegszeit zwischen Technik und Tradition. In: Radiophonic Cultures, Bd. 1. Herausgegeben von Ute Holl, Heidelberg 2018, S. 53–72.
- Stuttgarter Hoftheater und Hamburger Stadttheater: Institutionen der deutschsprachigen Theaterlandschaft zwischen regionaler Prägung und Kulturtransfer. In: Bühne und Bürgertum. Das Hamburger Stadttheater 1770-1850. Herausgegeben von Bernhard Jahn und Claudia Maurer Zenck, Frankfurt et al. 2016, S. 37–61.
- Mozart und die Schauspielmusik. In: Kantate, Ältere geistliche Musik, Schauspielmusik (= Handbuch der musikalischen Gattungen; 17,2). Herausgegeben von Siegfried Mauser und Elisabeth Schmierer, Laaber 2010, S. 259-267. Wiederabdruck aus: Mozart-Jahrbuch 2006, S. 265–277.
- Von Mozarts Umgang mit der Tradition. In: Geschichte der Oper. Herausgegeben von Silke Leopold. Bd. 2: Die Oper im 18. Jahrhundert, Laaber 2006, S. 435–468.